# 다름슈타트 마돈나

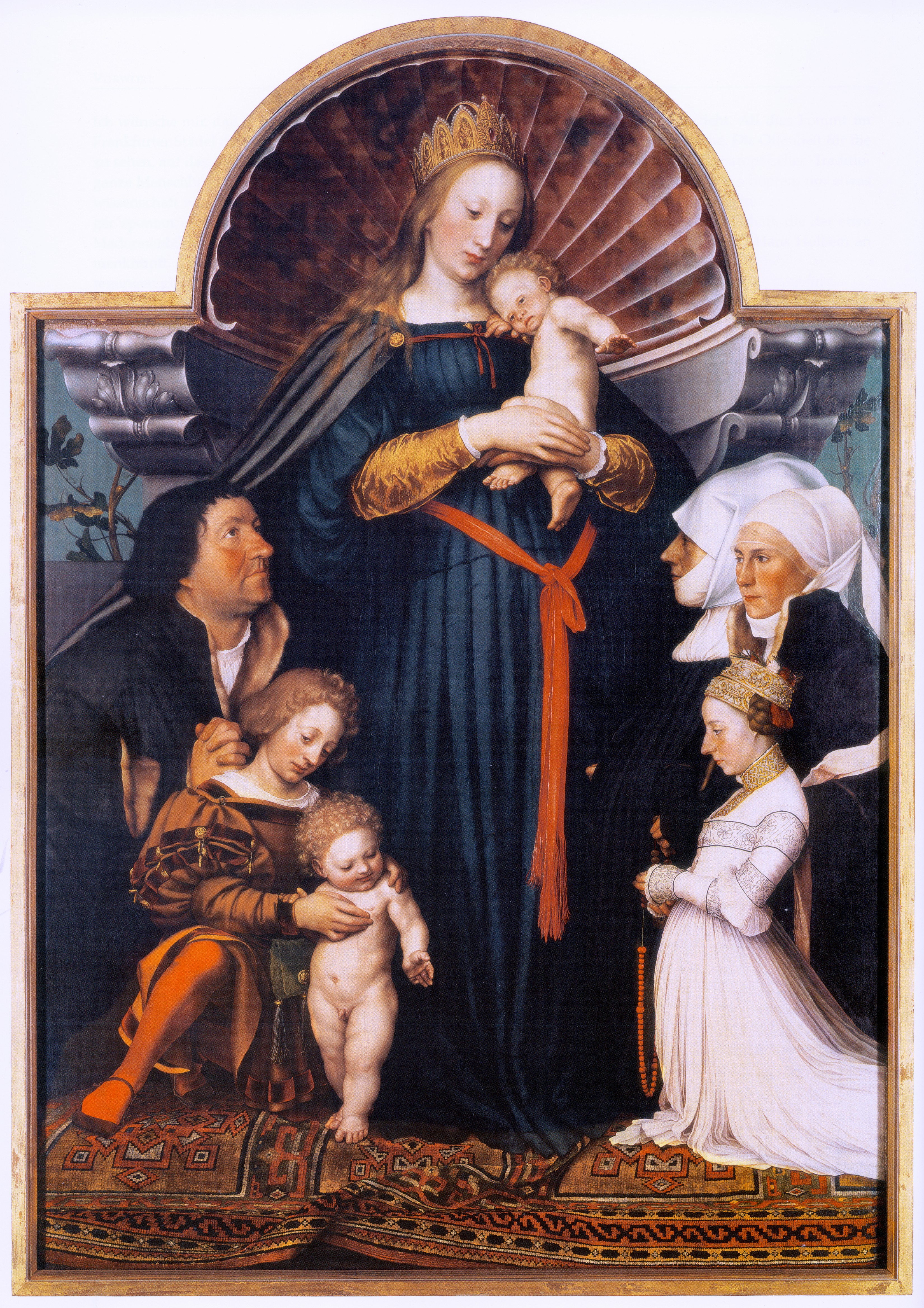
다름슈타트 마돈나

다름슈타트 마돈나(Darmstädter Madonna 마이어 시장의 마돈나로도 불림)는 한스 홀바인(아들)이 1526년 바젤에서 그려진 그림이다. 그림에서 아기 예수를 앉고 왕관을 쓰고 있는 마리아를 중심으로 모여있는 바젤 시장 야콥 마이어 춤 하젠, 이미 죽은 그의 아내와 딸을 보여주고 있다. 왼쪽에 있는 다른 남자 인물의 의미와 정체는 그림의 전체 의미와 마찬가지로 밝혀지지 않았다. 또한 이 그림은 가톨릭 신자였던 시장의 신앙 고백으로 간주된다. 그는 이 그림으로써 종교개혁에 대해 반대하는 입장을 취했다.
이 그림은 이탈리아의 르네상스 종교화의 영향을 구네덜란드 초상화의 요소와 결합시키고 있다. 헤센주 하우스가문의 재단의 소유인 이 그림은 전에는 다름슈타트의 슐롤스무제움에 걸려있었지만, 2004년부터 기간이 정해진 대여 작품으로 프랑크푸르트 암 마인의 슈테델 미술 연구소에 보관되어 있다.

## 제작 기원
야콥 마이어 춤 하젠의 제작 요청

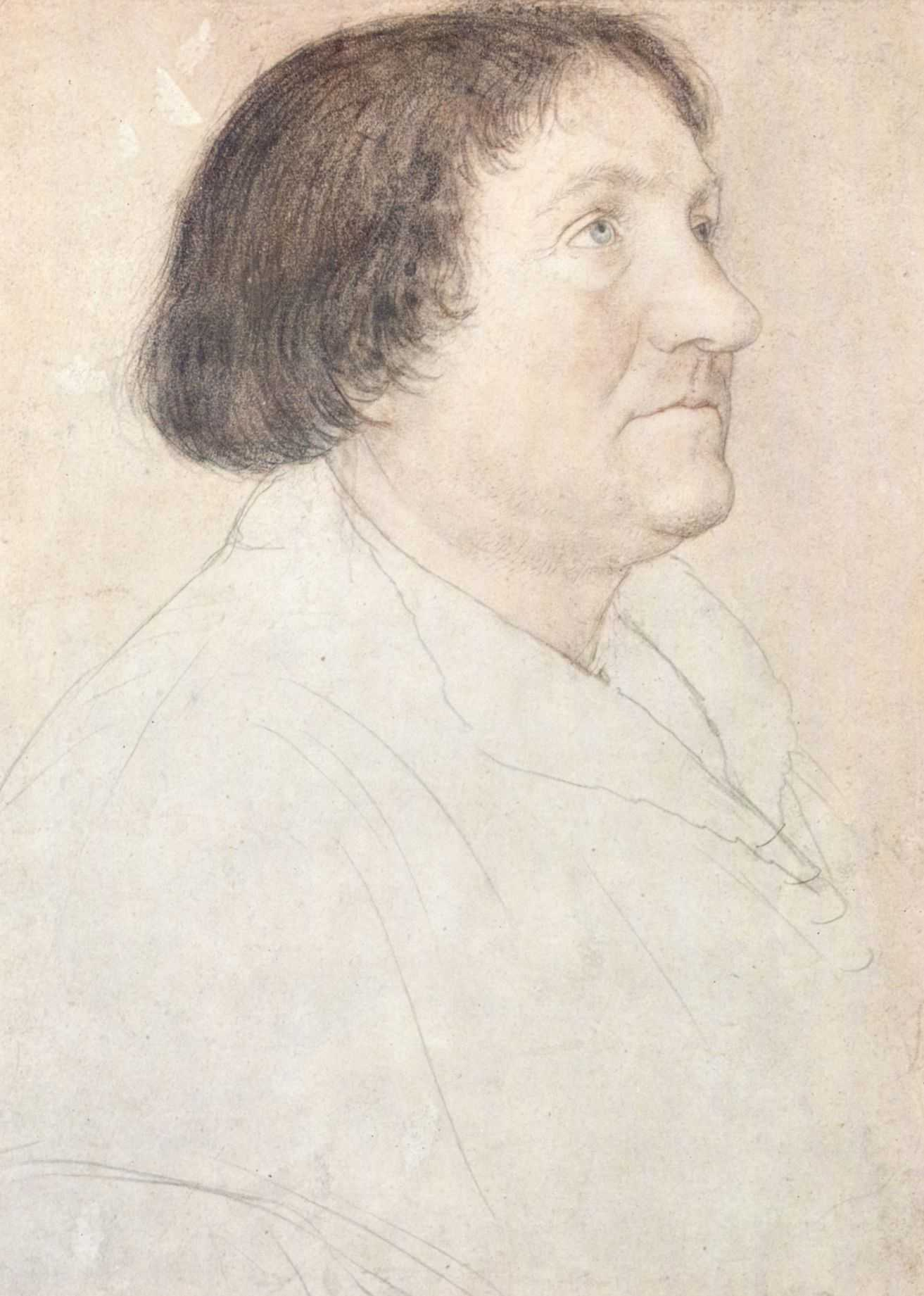
야콥마이어 초상화

전직 바젤 시장 야콥 마이어 춤 하젠이 규모가 큰 마돈나 그림을 제작하도록 만든 동기가 무엇인지는 알려져 있지 않다. 추측컨대 제작 요청은 마이어의 가톨릭 신앙과 연관 관계가 있었을 것이다. 그림의 제작된 시기에 바젤에서는 개혁운동이 확고한 지위를 차지하게 되었다., 이 상황에서 자신의 신앙을 다시 한번 강조하는 것이 마이어에게는 중요했을 수 있다. 정확한 제작 년도도 알려져 있지 않다. 하지만 특정한 세부묘사와 서류에 의해서 입증된 아나 마이어의 삶의 세부사항들에 근거해서 1526년을 제작 연도로 추론했다.
그림의 이례적인 테두리의 모양은 그 그림이 바젤 성문 앞 군델딩엔에 있는 기증자의 집 바이어슐레스헨의 가내 예배당의 건축 구조에 들어맞았을 것이라는 추측을 불러 일으키지만, 실제로 그 그림이 한 번이라도 그곳에 있었다는 것은 입증되지 않았다. 교회를 장식하기 위해서 고려되었고, 바젤의 마틴 교회에 전시되어 있던 홀바인의 두 번째로 커다란 마돈나 그림인 솔로투르너 마돈나의 경우와 마찬가지로 성상파괴 이전에 소유자에게 넘겨졌을 수도 있다.
1999년에 이루어진 침엽수로 추정되는 나무판 위에 그려진 그림의 자외선 촬영과 뢴트겐 촬영을 통해서 마돈나와 아이의 그림만이 밑그림과 부합되게 그려졌다는 사실이 드러났다. 다른 인물들에서는 그림이 그려지는 동안에 계속해서 자세와 시선의 수정이 이루어졌다.
이 조사로 인물 스케치가 지금까지 가정했었던 것과는 달리 그림을 그리기 시작하기 전에 그려진 것이 아니라, 그림이 제작되는 동안에 그려졌다는 사실도 드러났다. 스케치는 윤곽을 기계적으로 화폭 혹은 사이에 끼워진 마분지 위에 옮겨놓은 흔적을 보여주고 있다.
육안으로도 사람들은 그 그림이 나중에 계속 변화되었다는 것을 알 수 있다. 원래 남아 있는 홀바인의 백묵 스케치에서 볼 수 있는 것처럼 안나 마이어의 긴 머리카락은 어깨 위로 들어난 채 늘어져 있었으며, 그녀의 어머니 도로테아 칸넨기서는 죽은 막달레나 베어처럼 폭이 넓은 하얀 턱받이와 얼굴의 대부분을 가리고 있는 커다란 모자를 쓰고 있었다. 1528년 영국에서 바젤로 되돌아 온 홀바인은 마이어의 새로운 주문으로 안나의 외모를 변화된 사회적 상태에 적합하게 변화시켰다. 들어난 머리카락이 대신에 결혼 적령기가 된 그녀는 이제 „처녀의 머리 장식“을 한 모습으로 그려졌다. 그에 반해서 도로테아 칸넨기서는 최신 의상을 입은 모습으로 나타났다. 몇 년 후에 이루어진 이 같은 개작은 주문자 가족에게 시대에 적합하게 그리고 시대에 가까운 모습으로 그려지는 것이 중요했다는 사실을 보여주고 있다. 그림이 지닌 내용은 묘사방식의 현실성과 함께 새로워지고 시사성을 지니게 되었다.
막달레나 베어가 1528년에 처음으로 덧붙여졌고, 그것으로써 그 그림이 회상화로 변화되었다는 얼마 전까지도 대변되었던 견해는 1999년 실시된 자외선 촬영과 뢴트겐 촬영으로 부정되었다.

## 그림에 대한 묘사

### 구성
그림 위에 올려 놓은 격자는 신중하게 이루어진 구성을 보여주고 있다, 격자의 창살 선은 그림 공간을 황금 비율로 나누고 있다. 그림의 중앙에 마리아가 서 있으며, 그녀의 형상은 원래의 그림 테두리 밖으로 튀어나와 있다. 폭이 넓은 사각형의 그림 형태 위에 반원형이 얹혀져 있다. 반원형의 지름은 대략 사각형 모양의 테두리 폭의 절반 쯤에 해당된다.
마돈나의 외투가 가상의 피라미드의 바깥쪽 윤곽을 이루고 있다. 시각적으로 그림은 마리아의 붉은 허리띠에 의해서 세로로 나뉘어 있다. 이 때 오른쪽에 있는 세 여인에게 3분의 1보다 조금 더 되는 공간이 주어졌고, 왼쪽에 있는 3명의 남자 인물들에게 공간의 3분의 2가 주어졌다. 무릎 꿇고 있는 남자 인물들은 키에 따라서 배열된 채 중앙 앞쪽을 향해서 배치되어 있다. 관찰자들은 인물을 각각 정면에서 볼 수 있다, 4분의 3쯤 몸을 돌린 자세를 하고 있는 마이어와 남자 아이의 얼굴, 정면을 바라보는 갓난아기의 얼굴. 남자들 쪽에 있는 인물들은 거의 그림 사선을 따라서 배열되었다. 그에 비해서 여자들 쪽의 좁은 공간에서는 중앙에 있는 인물을 약간 오른쪽으로 기울어진 모습으로 그림으로써, 중앙 쪽을 향한 모습이 암시되어 있다. 세 여인은 관찰자로부터 시선을 돌린 채로 겹쳐진 옆 모습으로 그려져 있다. 도로테아 칸넨기서만이 시선을 약간 관찰자 쪽으로 돌리고 있다. 아나 마이어의 하얀 옷과 마이어의 두 부인의 하얀 모자 때문에 오른쪽이 전체적으로 더 밝게 보인다. 그리고 양쪽에서 가장 앞쪽에 있는 인물들이 가장 밝게 나타난다. 그것으로써 그림의 공간 효과가 강화되었다. 붉은 허리띠 이외에 소년의 붉은 양말과 안나 마이어의 붉은 묵주 그리고 마돈나의 외투를 가슴 앞에서 붙들어 매고 있는 붉은 띠가 눈에 띤다. 진홍색 대상물들은 그림의 양쪽에서 마돈나 형상을 결합시키는 삼각형을 나타낸다. 아기 예수를 안고 있는 마돈나의 머리와 팔은 무릎을 꿇고 있는 사람들의 위쪽에서 거의 분리된 독자적 그림 공간을 차지한다. 마리아의 머리를 뒤쪽에서 감싸 안고 있는 조개 모양의 벽감이 만드는 반원을 상상 속에서 온전한 원으로 만들어보면 마리아와 아기 예수가 있는 원형의 고리가 생겨난다. 단 한 개의 진구가 원의 중심을 이루고 있다, 진주는 마돈나의 가슴 재단선 위에 있는 황금색 브로치 바로 위에서 부드럽고 투명한 속옷을 결합시키고 있다. 복사본에서는 이것을 거의 알아볼 수 없다, 이유는 부드러운 재질이 피부가 드러나도록 해주고 진주도 피부색을 반영하고 있기 때문에 진주와 피부가 복사본에서는 피부색과 하나가 되기 때문이다) 가상의 원형선은 붉은 허리띠 매듭을 교차해서 지나간다. 가상의 원은 기증자 가족이 나타나지 않는 마리아가 있는 그림 공간을 나머지 공간과 분리시킨다. 관찰자 쪽으로 뻗은 아기 예수의 왼쪽 팔은 뒷배경의 조개 모양을 통해서 이미 암시된 구형까지의 공간을 탐색하는 것처럼 보인다.
이 그림을 모사한 자르부르크는 홀바인 구성이 지닌 내리누르는듯한 원근법을 '수정'했고 조개 모양의 벽감을 위쪽으로 늘렸다. 그것으로써 원모양의 형태가 구성에서 사라졌고, 마돈나의 가슴 재단선 위에 있던 진주는 중앙에서 벗어나게 되었으며, 그렇게 해서 그림의 내용적 의미도 옮겨졌다.